# Inocencio Miranda
Inocencio Miranda (23 september 1961) is een voormalige Mexicaanse langeafstandsloper, die gespecialiseerd was in de marathon. Hij won enkele grote internationale marathons.

## Loopbaan
In 1991 won Miranda de marathon van Mexico-Stad in 2:18.53. Het jaar erop kreeg hij bekendheid in Nederland vanwege zijn deelname aan de marathon van Amsterdam. Met een tijd van 2:14.58 kwam hij hierbij als eerste atleet over de finish. In 1993 werd hij zesde bij de New York City Marathon in een persoonlijk record van 2:12.52.

## Persoonlijk record
| Onderdeel | Prestatie | Datum            | Plaats   |
| --------- | --------- | ---------------- | -------- |
| marathon  | 2:12.52   | 14 november 1993 | New York |

## Palmares

### halve marathon
- 2001: ?e halve marathon van Mazatlán - 1:05.39

### marathon
- 1988:  marathon van Leon - 2:25.11
- 1991:  marathon van Mexico-Stad - 2:18.53
- 1992: 9e Boston Marathon - 2:13.14
- 1992:  marathon van Amsterdam - 2:14.58
- 1992: 5e marathon van Houston - 2:15.25
- 1993: 12e marathon van Tokio - 2:15.01
- 1993: 6e New York City Marathon - 2:12.52
- 1995:  marathon van Pittsburgh - 2:13.40
- 2001: >=2e marathon van Mexico-Stad - 2:17.39